# Євразійський союз молоді
Євразійський союз молоді (ЄСМ) (рос. Евразийский союз молодёжи (ЕСМ) іноді також називають себе «євразійцями», «младоєвразійцями», "неоопричниками) — російська радикальна та екстремістська молодіжна організація, що пропагує ідеологію російського імперіалізму, російського фашизму та українофобії. Згідно з оприлюдненою Wikileaks у 2008 році депешею Посольства США в Києві, ЄСМ є екстремістською та антиамериканською організацією, що пропагує ідеологію підтримки російського імперіалізму.
Так само як і об'єднання Міжнародний євразійський рух та партія «Євразія», ЄСМ створено теоретиком євразійства, російським філософом Олександром Дугіним. Дугін відомий своїми імперськими поглядами та запереченням права України на сувернітет.
Перший з'їзд ЄСМ ввідбувся на Алєксандровій слободі 26 лютого 2005 року; об'єднання офіційно зареєстровано в Росії 21 вересня 2005 року. Із центром в Росії, організація має філії в Молдові, Придністров'ї, Білорусі, Великій Британії, Туреччині, та Польщі (до 2011 також і в Україні).
За словами засновників ЄСМ, одним з головних цілей створення організації було не допустити в Росії «помаранчевої революції». Серед інших цілей організації, створення єдиної Євразійської імперії, з Україною в її складі, боротьба із демократичними інституціями Заходу та призупинення так званого вторгнення США в традиційну сферу впливу Росії. Прихильники ЄСМ підтримують путінський режим, попри певне незадоволення недостатньо рішучими кроками Кремля на сході України під час Російської збройної агресія проти України (2014—).
Вважається, що кошти на створення ЄСМ, так само як і іншій про-кремлівській молодіжній організації «Наші», було надано Адміністрацією президента Росії Володимира Путіна. Згідно з дослідженням російського Центру економічних і політичних реформ у 2013—2015 роках «Євразійський союз молоді» отримав грантів президента Росії на суму 18,5 мільйонів рублів.

## Ідеологія
Офіційною ідеологією Євразійської спілки молоді є неоєвразійство, ідеологічна доктрина, розроблена Олександром Дугіним в якій частково синтезовані європейський інтегральний традиціоналізм, західна геополітика, класичне російське євразійство двадцятих років, російський імперіалізм, а також елементи фашизму. Неоєвразійці називають свій рух консервативно-революційним та проголошують себе прихильниками «третього шляху» — ні комуністичного, ні ліберального.
У книжці «Консервативна революція» Дугін також висловлює свої симпатії до ідей італійського фашизму та німецького нацизму, зокрема вважає «німецький націонал-соціалізм як найповніше втілення „третього шляху“».
За визнанням Дугіна — основи його ідеології у неросійських антидемократичних концепціях: німецькій «консервативній революції» Карла Шмітта та Ернста Юнгера, у ідеологічних постулатах нових правих французьких філософів Алана де Бенуа, Роберта Стойкерса та інших.
Головним рушієм світової історії Дугін вважає конспірологічне протистояння двох типів цивілізації — ліберальних «атлантичних» держав (Карфаген, Британська імперія, США) основаного на принципах ринку, конкуренції, раціоналізму, індивідуалізму) та ієрархічно організованими євразійськими державами (Римська імперія, Німеччина, Росія), головними цінностями яких є ієрархія, порядок, соціальна справедливість, сакральність, соборність, протистояння суходолу та моря, євразійства та атлантизму. На теперішньому етапі історичного розвитку Дугін вбачає протистояння між цими двома антагоністичними цивілізаціями — США і Росією, яке має вирішитися в останній битві (Endkampf).

## Діяльність в Україні

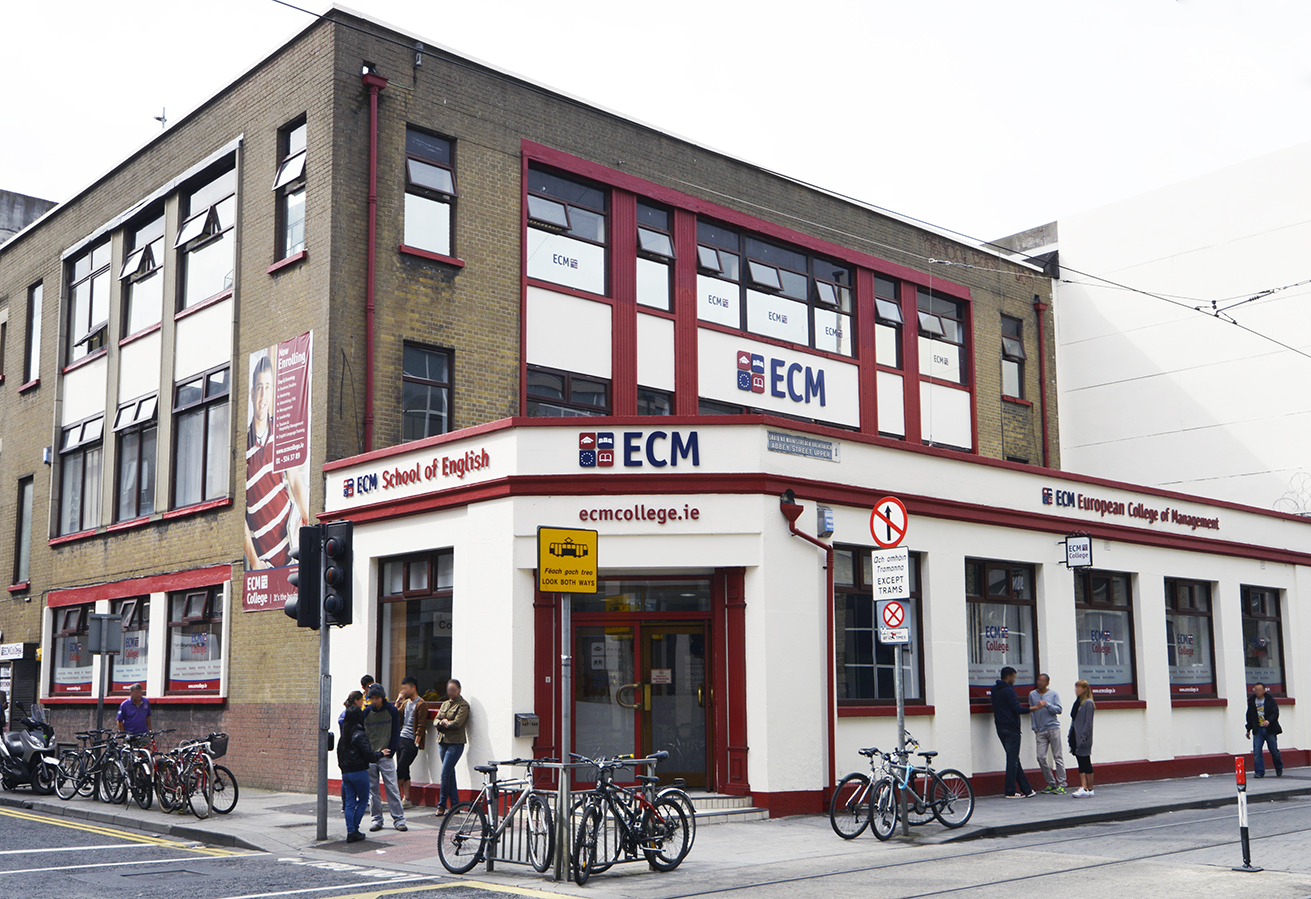
Акція ЄСМ в Криму

В Україні ця організація виступає з радикальних, екстремістських, імперських, та антиукраїнських позицій. Серед українських політичних партій, найвідданішим союзником ЄСМ є партія Наталії Вітренко НСПУ. За твердженнями журналу "Український тиждень", станом на листопад 2007 року значна кількість активістів ЄСМ в Україні одночасно перебувала у «ПСПУ» Наталі Вітренко та «Братстві» Дмитра Корчинського. Хоча, в жовтні 2007 року у зв'язку з антиукраїнською діяльністю ЄСМ партія «Братство» Дмитра Корчинського оголосила про припинення співпраці з ЄСМ.
Серед найодізніших екстремістських актів ЄСМ, Акт вандалізму-знищення державних символів України на горі Говерла 19 жовтня 2007 року, атака російських хакерів з ЄСМ на сайти СБУ та Президента України наприкінці жовтня 2007 року, розгром у листопаді 2007 року в Українському культурному центрі в Москві виставки, присвяченій Голодомору в Україні в 1932—1933 роках тощо.

### Заборона в Україні (2007—2011)
Після Акту вандалізму на Говерлі у жовтні 2007 року, СБУ повідомило, що ще у червні 2006 року керівники ЄСМ Олександр Дугін та Павло Заріфуллін стали персонами нон ґрата в Україні і їм заборонено в'їзд в Україну протягом 5 років до червня 2011 року.
Згодом стало відомо, що діяльність ЄСМ було заборонено в окремих областях України в зв'язку з екстремістською діяльністю організації. Так, 20 вересня 2007 року Харківський обласний суд в зв'язку з екстремістською діяльністю ЄСМ тимчасово (строком на 6 місяців) заборонив її діяльність на території області. В Криму в жовтні 2007 тимчасово (строком на 3 місяці) також була скасована реєстрація місцевого відділення ЄСМ Бахчисарайським райсудом Криму в зв'язку з систематичним порушенням закону «Про об'єднання громадян».
Після численних антиукраїнських дій бойовиків ЄСМ націлених на підрив суверенітету України, які було скоєно до та після акту вандалізму на Говерлі 2007 року, організацію ЄСМ було врешті заборонено за антиукраїнську діяльність 9 листопада 2011 року на всій території України Вищим адміністративним судом України, а український осередок ЄСМ було ліквідовано.
Пізніше в українських ЗМІ з'явилася інформація, що після заборони ЄСМ в Україні у 2011 році, організацію переформатували в громадський рух «Інша Україна», який ЄСМ створили ще у травні 2008 року.

### Попадання під санкції Канади та США (2015)
11 березня 2015 Мінфін США оголосив, що список санкцій, сформований у зв'язку з ситуацією в Україні, розширено і до нього, окрім іншого, внесено російську просепаратистську організацію, Євразійський союз молоді та трьох лідерів ЄСМ — Олександра Дугіна, Андрія Коваленка та Павла Каніщева.
У червні 2015 року, Канада додала до списку підсанкційних організацій Євразійський союз молоді та трьох його лідерів — Олександра Дугіна, Андрія Коваленка та Павла Каніщева. ЄСМ потрапив до санкційного списку як одна з організацій, які брали участь у порушенні суверенітету України під-час Російської збройної агресії проти України (2014—).

### Особи, які створюють загрозу нацбезпеці України (2015)
Наприкінці 2015 року Міністерство культури України оприлюднило список осіб, які створюють загрозу нацбезпеці України, в який увійшли 6 колишніх та поточних членів та керманичів ЄСМ: Олександр Дугін Сава Карпов, Артур Паталах, Булат Назмутдинов, Юліан Тамбіянц та Андрій Коваленко.

## Зауваги
1. ↑  21 вересня 2005 року організація ЄСМ було офіційно зареєстровано Міністерством Юстиції Росії як Всеросійський молодіжний громадський рух.